# Vacuna contra la hepatitis A
La vacuna contra la hepatitis A es una vacuna que previene la hepatitis A. Es efectiva en alrededor del 95% de los casos y dura por lo menos quince años y posiblemente la vida entera de una persona. Si se administra, se recomiendan dos dosis a partir de la edad de un año. Se administra mediante inyección en un músculo.
La Organización Mundial de la Salud (OMS) recomienda la vacunación universal en áreas donde la enfermedad es moderadamente común. Cuando la enfermedad es muy común, no se recomienda la vacunación generalizada, ya que la mayor parte de las personas desarrollan inmunidad al contraer la infección cuando son niños. El Centro para el Control y la Prevención de Enfermedades (CDC, por sus siglas en inglés) recomienda vacunar a adultos que corren un alto riesgo y a todos los niños.
Los efectos secundarios graves son muy raros. El dolor en el lugar de la inyección ocurre en aproximadamente el 15% de los niños y la mitad de los adultos. La mayoría de las vacunas contra la hepatitis A contienen virus inactivados, mientras que algunas contienen virus vivos debilitados (atenuados). Las que tienen virus vivos debilitados no se recomiendan durante el embarazo o en aquellas personas con una función inmunológica deficiente. Algunas formulaciones combinan la vacuna contra la hepatitis A con la vacuna contra la hepatitis B o la  vacuna contra la fiebre tifoidea.
La primera vacuna contra la hepatitis A se aprobó en Europa en 1991 y en los Estados Unidos en 1995. Está en la lista de medicamentos esenciales de la Organización Mundial de la Salud, los medicamentos más efectivos y seguros que  se necesitan en un sistema de salud. En los Estados Unidos cuesta entre US$50 y 100.

## Usos médicos
En los EE. UU., la vacuna se introdujo por primera vez alrededor de 1996 para los niños que vivían en zonas de alto riesgo. En 1999, se extendió a áreas con niveles elevados de infección.  Hoy en día, en los EE. UU., se recomienda la vacunación a todos los niños de entre 12 y 23 meses de edad para intentar erradicar el virus en todo el país. Aunque la licencia original de la FDA para Havrix por GlaxoSmithKline data de 1995, ha estado en uso en Europa desde 1993. 
De acuerdo con los Centros para el Control y la Prevención de Enfermedades de EE. UU., deben vacunarse las siguientes personas: todos los niños mayores de un año, personas cuya actividad sexual las pone en riesgo, personas con enfermedad hepática crónica, personas que reciben tratamiento con concentrados de factor de coagulación, personas que trabajan cerca del virus y personas que viven en comunidades donde hay un brote. La hepatitis A es el virus prevenible por vacunación más común que se adquiere en viajes, por lo que las personas que viajan a lugares donde el virus es común, como el subcontinente indio, África, América Central, América del Sur, el lejano Oriente y Europa oriental, deben vacunarse.
La vacuna debe administrarse en el músculo de la parte superior del brazo, e inocularse en dos dosis para una mejor protección. Tras la dosis inicial, debe administrarse una dosis de refuerzo entre seis y doce meses después. La protección contra la hepatitis A comienza aproximadamente dos a cuatro semanas después de la vacunación inicial. La protección dura al menos 15 años y se estima que dura al menos 25 años si se administran las dosis completas.
Una revisión Cochrane encontró que tanto la vacuna con virus vivos atenuados como la compuesta con virus inactivados ofrecen una protección significativa, al menos dos años con la vacuna inactivada y al menos cinco años con la vacuna atenuada. La revisión también concluyó que la vacuna inactivada era segura, pero requirió evidencia de más alta calidad para evaluar la seguridad de la vacuna de virus vivos atenuados.

## Vacunas comerciales

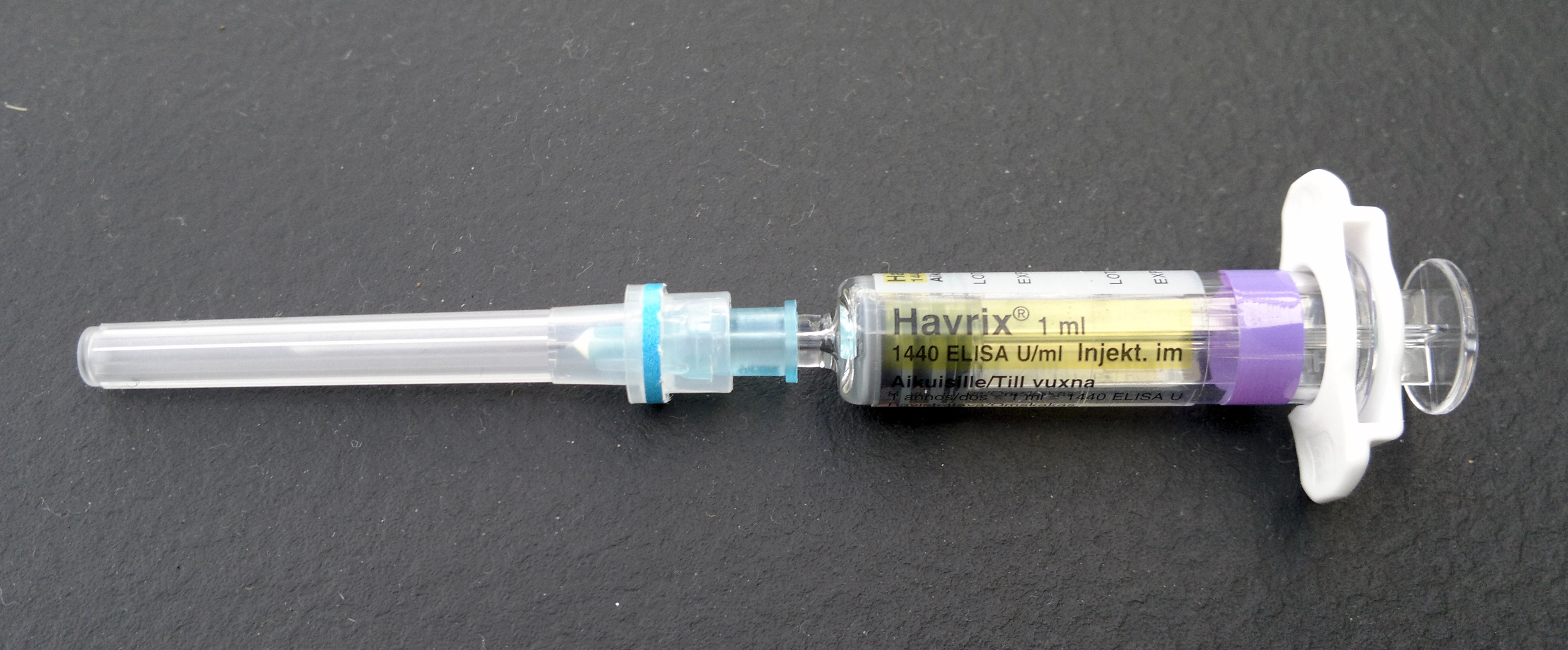
Vacuna Havrix

Es posible que esta no sea una lista completa de todas las vacunas comerciales contra la hepatitis A disponibles. Tenga en cuenta que la definición de "U" (unidades) puede variar de un fabricante a otro según la prueba que utilicen para medir el antígeno de la hepatitis A en sus productos. 
- Avaxim: hecho por Sanofi Pasteur. Virus de la hepatitis A inactivado producido en células MRC-5. Cada dosis contiene 160 U de antígeno adsorbido en hidróxido de aluminio (0,3 mg Al).[12]
- Epaxal: hecho por Crucell. También se vende bajo las marcas HAVpur y VIROHEP-A. Esta vacuna consiste en virosomas, partículas artificiales compuestas de lípidos sintéticos y proteínas de influenza además del antígeno de la hepatitis A. No contiene aluminio.[13]
- Havrix: hecho por GlaxoSmithKline. Virus de la hepatitis A inactivado producido en células MRC-5. Cada dosis para adultos contiene 1440 unidades ELISA de antígeno viral adsorbido en hidróxido de aluminio (0,5 mg Al). Las dosis pediátricas (para niños) contienen la mitad de la cantidad de antígeno viral y aluminio.[14]
- Healive: hecho por Sinovac. Virus de la hepatitis A inactivado cultivado en células diploides humanas, seguido de recolección, purificación, inactivación y adsorción de aluminio. Cada dosis para adultos contiene 500 U de antígeno viral. La dosis pediátrica contiene 250 U de antígeno viral.
- VAQTA: hecho por Merck. Virus de la hepatitis A inactivado producido en células MRC-5.  Una dosis para adultos contiene 50 U de antígeno adsorbido en 0,45 mg de aluminio (como sulfato de hidroxifosfato de aluminio); Una dosis infantil contiene la mitad de las cantidades de antígeno y aluminio.[15]
- BIOVAC-A: hecho por Pukang, se vende bajo la marca BIOVAC-A en India y bajo las marcas MEVAC-A en Guatemala, Filipinas, Bangladés, Nepal, Uzbekistán y Chile, etc. Es una vacuna de hepatitis A viva atenuada, liofilizada. La cepa H2 del virus de la hepatitis A se produce en células diploides humanas. Esta vacuna puede inducir al cuerpo humano a generar anticuerpos para prevenir la hepatitis A. Un paquete con un vial de 0,5 ml de Biovac-A y una ampolla de 0,5 ml de agua estéril para inyección, el contenido no debe ser inferior a 6,5 Lg CCID50. Se necesita solo de una dosis única. Está recomendada por la OMS. Los datos de investigación de persistencia a largo plazo predijeron que seguía habiendo conversión serológica y el título de anticuerpos no era inferior a 128 UI/ml después de 15 años de vacunación.

### Vacunas combinadas
- La vacuna contra la hepatitis A y B es una vacuna contra la hepatitis A y la hepatitis B.
- La vacuna contra la hepatitis A y la fiebre tifoidea es una vacuna contra la hepatitis A y la fiebre tifoidea.[16][17]